# Grange-de-Vaivre
Grange-de-Vaivre ist eine französische Gemeinde im Département Jura in der Region Bourgogne-Franche-Comté. Sie gehört zum Arrondissement Dole und zum Kanton Mont-sous-Vaudrey. 
Die Nachbargemeinden sind Rennes-sur-Loue (Département Doubs) im Norden, La Chapelle-sur-Furieuse im Osten, Pagnoz im Süden und Port-Lesney im Westen.

## Geschichte
Von 1973 bis 1987 waren Grange-de-Vaivre und Port-Lesney in einer Gemeinde vereint.

### Bevölkerungsentwicklung
| Jahr                       | 1962 | 1968 | 1975 | 1982 | 1990 | 1999 | 2008 | 2017 |
| -------------------------- | ---- | ---- | ---- | ---- | ---- | ---- | ---- | ---- |
| Einwohner                  | 36   | 44   | 18   | 34   | 47   | 45   | 57   | 35   |
| Quellen: Cassini und INSEE |      |      |      |      |      |      |      |      |

## Wirtschaft
Die Rebflächen in Grange-de-Vaivre sind Teil des Weinbaugebietes Côtes du Jura.